# Caran d’Ache

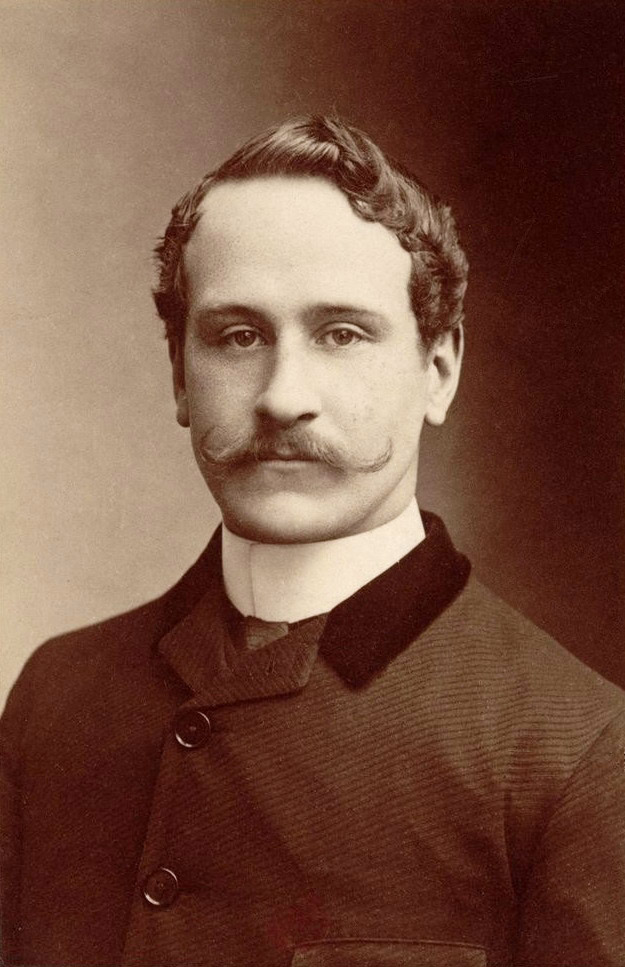
Caran d’Ache fotografiert im Atelier von Nadar, 1886

Caran d’Ache, eigentlich Emmanuel Poiré (* 1858 oder 1859 in Moskau; † 25. Februar 1909 in Paris) war ein russisch-französischer Karikaturist und humoristischer Zeichner.

## Leben
Emmanuel Poirés Großvater, der mit der napoleonischen Armee 1812 nach Russland gezogen war, verblieb dort. Als sein Enkel Emmanuel Poiré erwachsen wurde, entschied dieser sich nach dem Tod des Vaters 1877, nach Frankreich auszuwandern und dort den Militärdienst zu leisten. Er tat dies, um das französische Bürgerrecht zu erlangen, welches sein Vater und er selber nicht mehr besaßen.

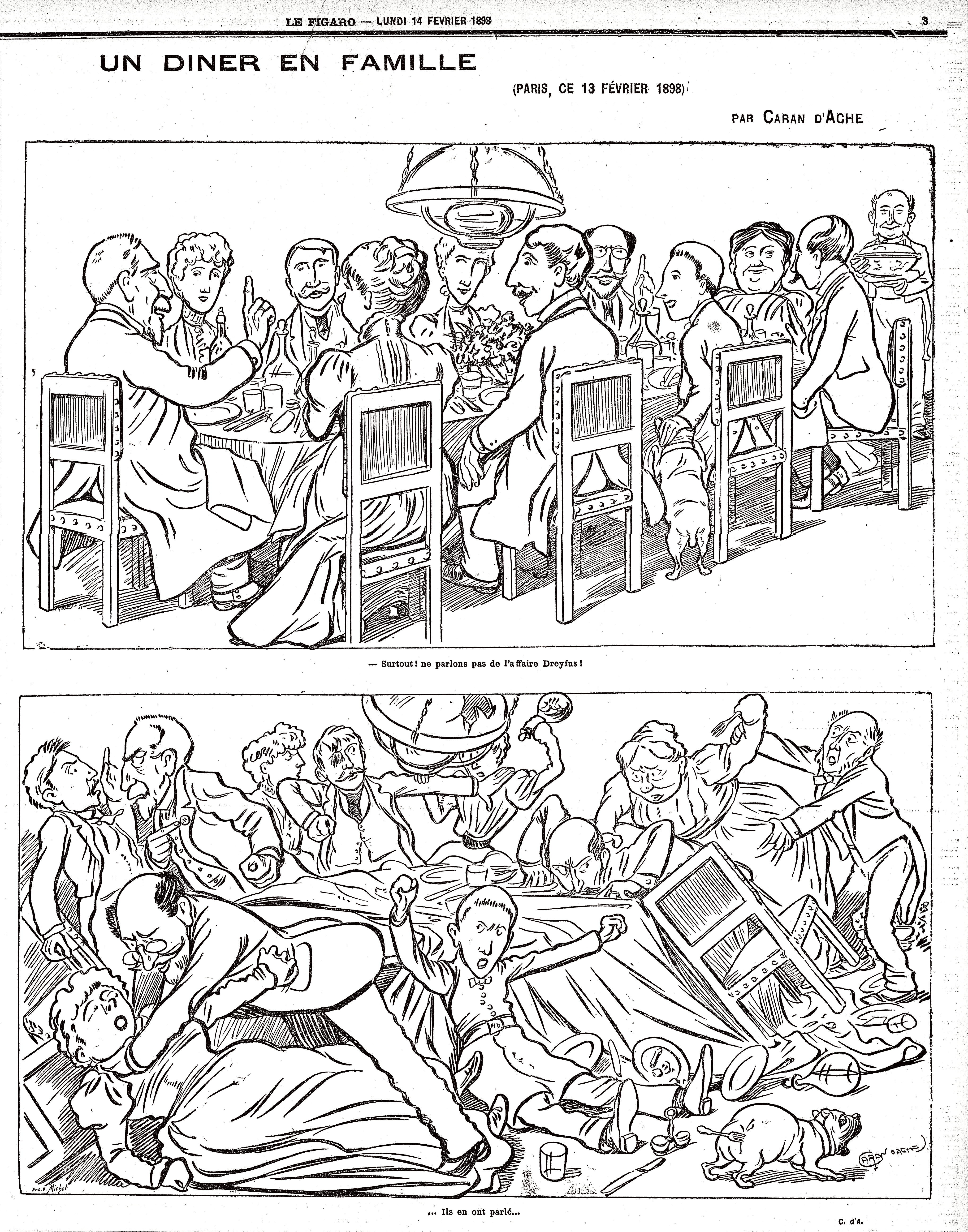
Karikatur Un dîner en famille aus Le Figaro, 14. Februar 1898.
Oben: „Vor allem, lasst uns nicht über die Dreyfus-Affäre reden!“
Unten: „...Sie haben davon geredet...“

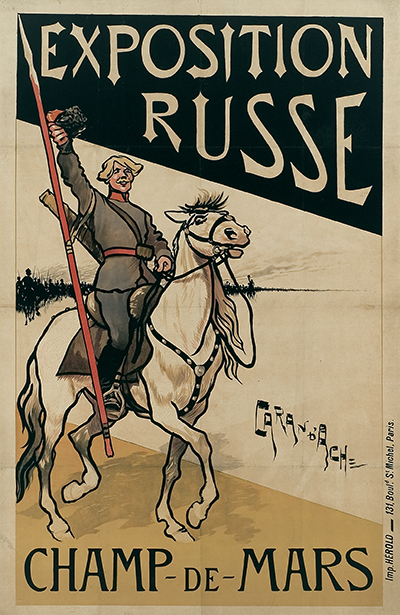
Exposition Russe Champ-De-Mars (1895)

In Frankreich nahm er schnell das Pseudonym „Caran d’Ache“ an. In der russischen Sprache heißt karandasch [карандаш] nichts anderes als Bleistift. Es soll sich von türkisch kara (schwarz) und tasch (Stein, Schiefer) ableiten. Im phonetisch abgeleiteten französischen Wortspiel lässt sich ache mit Sellerie übersetzen.
Seine ersten Arbeiten wurden in der 1880 von Albert Robida gegründeten Zeitschrift La Caricature veröffentlicht.
Seine berühmteste Zeichnung stellt eine Familie während der Dreyfus-Affäre (1899) dar; sie erschien in der Tageszeitung Le Figaro. Sie zeigt eine Familie beim Abendessen, das in eine wüste Schlägerei ausartet, sobald jemand auf das Thema „Dreyfus“ kommt. Die Gesellschaft Frankreichs war damals zutiefst gespalten, und der Antisemitismus flammte auf. Um die Jahrhundertwende war er Mitglied der Ligue de la patrie française, die sich als antidreyfusardische Bewegung gegründet hatte.
Im Jahre 1898 wurde Caran d’Ache Mitbegründer, Redaktor und Zeichner des „Le P'sst“, einer satirischen Wochenzeitschrift.
„Caran d’Ache“ heißt außerdem der letzte in der Schweiz verbleibende Hersteller von Bleistiften, Produkten zum Malen und Zeichnen sowie Schreibgeräten, welcher 1924 in Genf von Arnold Schweitzer gegründet wurde. Er wählte den Namen, weil er ein großer Bewunderer von Poirés Werk war.

## Bände mit Zeichnungen
- Nos soldats du siècle (Unsere Soldaten des Jahrhunderts), 1889
- le Carnet de chèques (Das Scheckbuch), 1892, gewidmet dem Panamaskandal
- Pages d'histoire (Seiten der Geschichte), 1904